# مورچه‌گیرک یونگاس
مورچه‌گیرک یونگاس (نام علمی: Myrmotherula grisea) نام یک گونه از سرده مورچه‌گیرک‌ها است.